# Kia K3 (BL7)
Kia K3 (BL7) — субкомпактный автомобиль, выпускаемый южнокорейской корпорацией Kia Motors с 2023 года. Является преемником Kia Rio.
Индекс K3 ранее присваивался автомобилю Kia Cerato, который планируется переименовать в Kia K4 (взамен Kia Cachet), поскольку компания Kia Motors пересматривает номенклатуру автомобилей.

## Описание
Автомобиль Kia K3 (BL7) дебютировал 4 августа 2023 года. Впервые автомобиль был представлен 8 августа 2023 года в Мексике.

## Технические характеристики
Автомобиль Kia K3 (BL7) оснащается 1,6-литровым двигателем Smartstream G1.6 мощностью 123 л. с. и крутящим моментом 154 Н⋅м, а также 2,0-литровым двигателем Smartstream G2.0 мощностью 152 л. с. и крутящим моментом 192 Н⋅м. На экспортных рынках модель продаётся с 1,4-литровым двигателем Kappa, который устанавливается на Kia Rio четвёртого поколения.
| Двигатель            | Годы производства      | Трансмиссия               | Мощность                  | Крутящий момент         |
| Бензиновые двигатели | Бензиновые двигатели   | Бензиновые двигатели      | Бензиновые двигатели      | Бензиновые двигатели    |
| -------------------- | ---------------------- | ------------------------- | ------------------------- | ----------------------- |
| Kappa Dual CVVT      | 2023 — настоящее время | 6-скор. МКПП              | 95 л. с. при 6000 об/мин  | 129 Н⋅м при 4000 об/мин |
| Smartstream G1.6 MPi | 2023 — настоящее время | 6-скор. МКПП 6-скор. АКПП | 123 л. с. при 6300 об/мин | 154 Н⋅м при 4500 об/мин |
| Smartstream G2.0 MPi | 2023 — настоящее время | 6-скор. АКПП              | 152 л. с. при 6200 об/мин | 192 Н⋅м при 4000 об/мин |